# Distretto rurale di Morogoro
Il distretto rurale di Morogoro (in swahili, Wilaya ya Morogoro Vijijini) è uno dei 6 distretti della regione di Morogoro, in Tanzania. Confina a est con la regione di Pwani, a sud col distretto urbano di Morogoro e a ovest col distretto di Mvomero. 
Il distretto è suddiviso nelle 29 circoscrizioni seguenti:
- Bungu
- Bwakila Chini
- Bwakila Juu
- Gwata
- Kasanga
- Kibogwa
- Kibungo Juu
- Kidugalo
- Kinole
- Kiroka
- Kisaki
- Kisemu
- Kolero
- Konde
- Lundi
- Matuli
- Mikese
- Mkambarani
- Mkulazi
- Mkuyuni
- Mngazi
- Mtombozi
- Mvuha
- Ngerengere
- Selembala
- Singisa
- Tawa
- Tegetero
- Tununguo